# Opogona lotoxantha
Opogona lotoxantha är en fjärilsart som beskrevs av Edward Meyrick 1915. Opogona lotoxantha ingår i släktet Opogona och familjen äkta malar.
Artens utbredningsområde är Guyana. Inga underarter finns listade i Catalogue of Life.